# Stammericaris orcina
Stammericaris orcina is een eenoogkreeftjessoort uit de familie van de Parastenocarididae. De wetenschappelijke naam van de soort is voor het eerst geldig gepubliceerd in 1939 door Chappuis.